# 丰太郎
丰太郎（とよたろう）是日本男性漫画家，生於1978年5月17日，來自日本栃木縣。的第一套官方作品是基于街机游戏《七龙珠群雄》的分拆漫画《七龙珠群雄：胜利的使命》，首次亮相于2012年11月发行的《V-Jump》。最喜歡的電視遊戲是王國之心系列（Kingdom Hearts series）。
他创作了2015年动画剧场版《七龍珠Z 復活的F》同名漫画，也是《七龙珠超》的漫画版本的官方艺术家。

## 人物履历
2012年，丰太郎被集英社工作室聘请，自此开始他的职业生涯，作为一个官方漫画家，笔名Toyotarō。 
丰太郎首次亮相于分拆漫画《七龙珠群雄：胜利的使命》于2012年11月《V-Jump》。
在2013年10月21日V-Jump Cartoonists’ Museum“This is what’s great about Toyotarō-sensei!”的採訪

Ｑ：「是什麼讓你想成為一位漫畫家？」

豐太郎：「從我還是一個孩子的時候，我一直在用龍珠的角色作為主角畫漫畫。從小學，初中，高中，大學……甚至在進入社會之後，我持續地畫畫。老實說，這就像一場夢。」

Ｑ：「什麼人對你的漫畫產生了影響？」

豐太郎：「當然是鳥山老師的《龍珠》。但其說是“影響”，不如說是我自己的漫畫生活。然而，是什麼影響我的風格，我想是當年的《稍微回來一下的怪博士與機器娃娃》和《貯金戰士Cashman》在『V-Jump』上連載的中鶴老師與山室老師。」
同名漫画《龙珠Z 復活的F》在《V Jump》2015年4月号至6月号共进行连续3话的连载，由丰太郎作画。
在2015年6月的杂志《V-Jump》，丰太郎开始创作《七龙珠超》该系列未来的漫画改编。丰太郎完全负责绘制漫画讲述了一系列的故事，其中故事由鸟山明亲自负责。

## 争议

### 线稿抄袭
在《V-Jump》雜誌七月號的封面中，豐太郎畫了一張龍珠主角悟空的封面引起了網友熱議。圖中英姿颯爽的悟空雙臂往兩側張開，馬步紮實坐穩。然而，被網友發現《龍珠超》抄襲漫威《美國隊長》、《Iron Marshal》和其它知名漫畫的分鏡。然而不久之後，豐太郎從他的Twitter頁面中刪除了推文，沒有進一步的解釋，而粉絲們繼續用不同的方式談論這個話題，從憤怒到歡快的一些具有諷刺意味的圖像。

## 漫画作品
- 七龙珠群雄：胜利的使命（2012年，V Jump2012年11月號～2015年2月号，集英社）
- 七龍珠Z 復活的F（2015年，V Jump2015年4月號～2015年6月號，原作：鳥山明，集英社）
- 七龍珠超（2015年，V Jump2015年8月號～连接中，原作：鳥山明，集英社）
- 七龍珠 异战2（2016年）
- 七龍珠 Super Divers（2024年）

## 关连項目
- 鸟山明
- 七龙珠

## 外部連結
- 丰太郎 （页面存档备份，存于） (@TOYOTARO_Vjump) - instagram
- 丰太郎 （页面存档备份，存于） (@TOYOTARO_Vjump) - Twitter